# Chordeiles gundlachii
Chordeiles gundlachii е вид птица от семейство Caprimulgidae.

## Разпространение
Видът е разпространен в Ангуила, Американските Вирджински острови, Бахамските острови, Британските Вирджински острови, Доминиканската република, Кайманови острови, Куба, Мартиника, Монсерат, Пуерто Рико, САЩ, Търкс и Кайкос, Хаити, Хондурас и Ямайка.